# Konstans II.
Konstans II. (srednjeveško grško Kώνστας, latinizirano: Kōnstas, z vzdevkom Bradati, ὁ Πωγωνᾶτος, o Pogonatos, latinsko Pogonatus)  je bil od leta 641 do 668 cesar Bizantinskega cesarstva, * 7. november 630, Konstantinopel, † 15. julij 668, Sirakuze, Sicilija. 
Konstans je bil leta 642 zadnji izpričani cesar, ki je služil kot konzul,  čeprav je urad obstajal do vladavine Leona VI. Modrega (vladal 886–912).
Njegova verska politika je vodila srednjo linijo v sporih med pravoslavjem in monoteletstom, tako da je zavračal preganjanje enega in drugega in leta 648 z ediktom prepovedal razpravo o naravi Jezusa Kristusa.
Njegova vladavina je sovpadala z muslimanskimi invazijami pod Muavijo I. od poznih 640. do 650. let. Konstans je bil prvi cesar, ki je po padcu Zahodnega rimskega cesarstva leta 476 obiskal Rim, in zadnji, ki je obiskal Rim, ko je bil še v posesti cesarstva. 

## Poreklo in zgodnja kariera
Konstans je bil rojen 7. novembra 630 v Konstantinoplu,  prestolnici Vzhodnega rimskega cesrastva. Njegov oče Konstantin III. je bil sin cesarja Heraklija, mati Gregorija pa  Niketasova hči in Heraklijeva prva sestrična.  Po Heraklijevi smrti je Konstantin III. sovladal s polbratom Heraklonom, Heraklijevim sinom iz drugega zakona z Martino, vendar je po šestih mesecih umrl. Konstansa je njegov oče najverjetneje  povzdignil v cezarja, da bi zagotovil nasledstvo njemu in ne Martini in njenim sinovom.
Po očetovi smrti maja 641 je bil 10-letni Konstans II. imenovan za socesarja zaradi govoric, da sta Heraklon in Martina zastrupila Konstantina III. Kasneje istega leta je Heraklona odstavil Valentin, eden Heraklijevih najbolj zaupanja vrednih generalov, in Konstans II. je ostal edini cesar. Konstans se je moral  za svoj vzpon na prestol zahvalil odzivu ljudstva proti njegovemu stricu in zaščiti vojakov, ki jih je vodil Valentin. Čeprav je kot cesar nagovoril senat z govorom, v katerem je obtožil Heraklona in Martino, da sta odstranila njegovega očeta, je vladal pod regentstvom senatorjev, ki jih je vodil carigrajski patriarh Pavel II. Leta 644 je Valentin poskušal prevzeti oblast zase, vendar mu ni uspelo. 

## Vladanje
Pod Konstansom II. so se Bizantinci leta 642 popolnoma umaknili iz Egipta, tretji rašidunski kalif Utman (vladal 644–656) pa je sprožil številne napade na otoke v Sredozemskem in Egejskem morju. Bizantinska flota pod poveljstvom admirala Manuela je leta 645 ponovno zasedla Aleksandrijo in Aleksandrijci so ga slavili kot osvoboditelja, saj je kalifat pobiral višje davke in kazal manj spoštovanja do njihove vere. Manuel je zatem izgubljal čas in zapravil svoj ugled s plenjenjem po podeželju, dokler ga ni  arabska vojska prisilila, da se je vrnil domov. Razmere v cesarstvu so bile zapletene zaradi nasilnega nasprotovanja monoteletstvu s strani duhovščine na zahodu in s tem povezanega upora kartaginskega eksarha Gregorja Patricija. Slednji je potem padel v bitki proti vojski kalifa Osmana in regija je postala vazalna država kalifata, dokler ni izbruhnila državljanska vojna in je bila obnovljena cesarska oblast. 
Konstans je poskušal voditi sredinsko linijo v cerkvenem sporu med pravoslavjem in monoteletstvom in zavračal  preganjanje enih in drugih. Z odlokom je leta 648 prepovedal nadaljnjo razpravo o naravi Jezusa Kristusa. Kompromis "živi in pusti živeti" je seveda zadovoljil le malo strastnih udeležencev v sporu. 
Medtem se je napredovanje Rašidunskega kalifata neomajno nadaljevalo. Leta 647 so Arabci vdrli v Armenijo in Kapadokijo ter oplenili Cezarejo Mazako.  Istega leta so vdrli v Afriko in ubili eksarha Gregorja. Leta 648 so vdrli v Frigijo in naslednje leto začeli svojo prvo pomorsko odpravo proti Kreti. Velika arabska ofenziva v Kilikiji in Izavriji v letih 650–651 je cesarja prisilila v pogajanja z Utmanovim guverjem Sirije  Muavijo I., od leta 656 prvim omajadskim kalifom. Premirje, ki je sledilo, je Konstansu omogočilo, da je obdržal zahodne dele Armenije. 
Leta 654 pa je Muavija I. obnovil svoje napade po morju in oplenil Rodos. Konstans je leta 655 napadel muslimane v Finiki pred obalo Likije in bil poražen. V bitki je bilo uničenih 500 bizantinskih ladij, sam cesar pa je bil skoraj ubit. Iz bitke je pobegnil preoblečen v trgovca. Kronist Teofan Spovednik pravi, da je cesar pred bitko sanjal Solun (grško Thessalonika). Sanje so napovedale njegov poraz, ker je grško ime Thessalonika podobno stavku "θὲς ἄλλῳ νὶκην" (the allo niken), ki pomeni "dal zmago drugemu (sovražniku)". Kalif Utman se je pripravljal na napad na Konstantinopel, a načrta ni uresničil, ker je leta 656 izbruhnila prva fitna. 
Leta 658 je bil pritisk na vzhodno bizantinsko mejo manjši in Konstans se je osredotočil na Slovane na Balkanu, jih premegal in začasno ponovno vzpostavil nekakšno oblast nad njimi. Del Slovanov je preselil v Anatolijo. Leta 659 je izkoristil upor proti kalifatu v Mediji, prodrl daleč proti vzhodu in sklenil mir z Arabci. 
Konstans se je zdaj lahko posvetil cerkvenim zadevam. Papež Martin I. je na Lateranskem koncilu leta 649 obsodil monoteletstvo in Konstansov poskus, da bi ustavil razprave o njem. Cesar je ukazal ravenskemu eksarhu, naj papeža aretira. Eksarh Olimpij tega ni nameraval storiti, to pa je leta 653 storil njegov naslednik Teodor I. Kaliofa. Papež Martin je bil priveden v Konstantinopel in obsojen kot zločinec in zatem izgnan v Herson, kjer je leta 655 umrl. 
Konstans se je vse bolj bal, da ga bo njegov mlajši brat Teodozij  izrinil s prestola. Teodozija je zato prisilil, da je odšel v samostan, in ga leta 660 ukazal ubiti. Zaradi vse večjega sovraštva meščanov Konstantinopla se je Konstans odločil zapustiti prestolnico in se preseliti v Sirakuze na Siciliji. 
Na poti se je ustavil v Grčiji in se uspešno bojeval s Slovani pri Solunu. Nato se je pozimi 662–663 utaboril v Atenah. Od tam je leta 663 nadaljeval pot v Italijo in sprožil napad na langobardsko vojvodino Benevento, ki je takrat obsegala večino južne Italije. Izkoristil je dejstvo, da se je langobardski kralj Grimoald I. Beneventski takrar boril proti frankovskim silam iz Nevstrije, se je izkrcal v Tarantu in oblegal Lucero in Benevento. Slednji se mu je uprl in Konstans se je umaknil v Neapelj. Na poti iz Beneventa v Neapelj ga je blizu Pugne porazil kapuanski grof Mitolas. Konstans je poveljniku svoje vojske Saburu ukazal, naj ponovno napade Langobarde, vendar so ga Beneventanci pri Forinu med Avellinom in Salernom ponovno porazili. 
Leta 663 je Konstans za dvanajst dni obiskal Rim. Bil je prvi cesar, ki je obiska Rim po padcu Zahodnega rimskega cesarstva leta 476 in z Ivanom V. Paleologom eden od le dveh vzhodnorimskih cesarjev, ki sta vstopila v Rim po razdelitvi Rimskega cesarstva leta 395. V Rimu ga je z velikimi častmi sprejel papež Vitalijan (657–672). Čeprav je bil v prijateljskih odnosih z Vitalijanom, je leta 666 razglasil, da papež nima jurisdikcije nad ravenskim nadškofom, saj je bila Ravenna sedež eksarha, njegovega neposrednega zastopnika v Italiji. Konstansova dejanja v Kalabriji in na Sardiniji so razjezila njegove italijanske podanike. 
Po pisanju Warren Treadgold so bile med njegovim vladanjem med letoma 659 and 661 ustanovljene prve teme.

## Smrt in nasledstvo
Konstansa II. je 15. julija 668 med kopanjem, bodisi z vedrom bodisi z nožem, ubil njegov komornik. Nasledil ga je sin Konstantin  kot Konstantin IV. Kratko Mezezijevo  uzurpacijo  oblasti na Siciliji je novi cesar hitro zatrl.

## Ocene in zapuščina
Zgodovinar Robert Hoyland trdi, da je bil Muavija pomemben islamski izziv, da je Konstans "zanikal [božanskost] Jezusa in se obrnil k Velikemu Bogu našega očeta Abrahama". Avtor špekulira, da je bilo Muavijevo potovanje po krščanskih mestih in v Jeruzalem opravljeno, da bi dokazal dejstvo, "da je zdaj on, in ne bizantinski cesar, Božji predstavnik na zemlji".

### Zapisi v kitajskih virih
Kitajski dinastični zgodovini Stara knjiga Tangov in Nova knjiga Tangov omenjata več diplomatskih misij  Bizantinskega cesarstva. Prvo naj bi poslal kralj Boduoli (波多力, Konstans II.) cesarju Taizongu iz dinastije Tang. Delegacija je cesarju prinesla bogata darila, vključno z rdečim steklom in zelenimi dragulji. Omenjeni so tudi stiki leta 667, 701 in morda 719, včasih preko srednjeazijskih posrednikov. Kitajski viri omenjaj tudi, da so Arabci (Da shi, 大食) poslali svojega poveljnika Mo-jija (kitajsko: 摩拽伐之; pinjin: Mó zhuāi fá zhī) oblegat bizantinsko prestolnico Konstantnopel in prisilili Bizantince k plačevanju davka.
Zgodovinar Friedrich Hirth je v komandantu Mo-jiju prepoznal Muavijo I., guverjerja Sirije in kasnejšega prvega omajadskega kalifa. Isti knjigi podrobno opisujeta Konstantinopel kot mesto z masivnim granitnim obzidjem in vodno uro, opremljeno z zlatim kipom človeka.
Bizantinski zgodovinar Teofilakt Simokat, ki je ustvarjal med Heraklijevo vladavino (vladal 610–641), je zapisal nekaj podatkov o  geografiji Kitajske, njenem glavnem mestu Khubdan (staroturško Khumdan, tj. Čang'an), njenem tedanjem vladarju Taissonu, čigar ime je pomenilo "Božji sin" (kitajsko Tianzi) in pravilno opozoril na ponovno združitev Kitajske pod dinastijo Sui (581–618), ki se je zgodila med Mavricijevo vladavino. Teofilakt je ob tem pravilno opozoril, da sta Kitajsko pred tem politično razdelila dva vojskujoča se naroda vzdolž reke Jangzi (Jangce).

## Družina
Z ženo Favsto, hčerko patricija Valentina, je imel Konstans II. tri sinove:
- Konstantina IV., ki ga je nasledil na cesarskem prestolu,
- Heraklija, socesarje od leta 659 do 681, in
- Tiberija, socesarje od leta 659 do 681.

## Kovanci
- Kovanec Rašidunskega kalifata s podobo Konstansa II. s križem in vladarskim jabolkom; psevobizantinski kovanec iz obdobja 647–670
- Solidus Konstansa II., kovan v Kartagini
- Heksagram Konstansa II.